# Liste der Kulturdenkmale in Norddorf auf Amrum
In der Liste der Kulturdenkmale in Norddorf sind alle Kulturdenkmale der schleswig-holsteinischen Gemeinde Norddorf auf Amrum (Kreis Nordfriesland) aufgelistet (Stand: 10. März 2025).

## Legende
In den Spalten befinden sich folgende Informationen:
- Objekt-ID: die Nummer des Kulturdenkmales
- Lage: die Adresse des Kulturdenkmales und die geographischen Koordinaten. Kartenansicht, um Koordinaten zu setzen. In der Kartenansicht sind Kulturdenkmale ohne Koordinaten mit einem roten Marker dargestellt und können in der Karte gesetzt werden. Kulturdenkmale ohne Bild sind mit einem blauen Marker gekennzeichnet, Kulturdenkmale mit Bild mit einem grünen Marker.
- Offizielle Bezeichnung: Bezeichnung des Kulturdenkmales
- Beschreibung: die Beschreibung des Kulturdenkmales
- Bild: ein Bild des Kulturdenkmales

## Bauliche Anlagen
| Objekt-ID      | Lage                                      | Offizielle Bezeichnung   | Beschreibung | Bild            |
| -------------- | ----------------------------------------- | ------------------------ | --- | --------------- |
| 1446 Wikidata  | Boragwai 17 (54° 40′ 48″ N, 8° 20′ 16″ O) | Uthländisches Haus; erw. | Alteintragung (Aktualisierung vorgesehen) - Begründung: Alteintragung (Aktualisierung vorgesehen) - Schutzumfang: Alteintragung (Aktualisierung vorgesehen) - Denkmaltyp: Bauliche Anlage | Fotos hochladen |
| 26573 Wikidata | Boragwai 17 (54° 40′ 48″ N, 8° 20′ 16″ O) | Uthländisches Haus       | Alteintragung (Aktualisierung vorgesehen) - Begründung: Alteintragung (Aktualisierung vorgesehen) - Schutzumfang: Alteintragung (Aktualisierung vorgesehen) - Denkmaltyp: Bauliche Anlage | Fotos hochladen |
| 118 Wikidata   | Letj Jaat 2 (54° 40′ 49″ N, 8° 20′ 13″ O) | Friesenhaus              | Alteintragung (Aktualisierung vorgesehen) - Begründung: Alteintragung (Aktualisierung vorgesehen) - Schutzumfang: Alteintragung (Aktualisierung vorgesehen) - Denkmaltyp: Bauliche Anlage | Fotos hochladen |
| 24420 Wikidata | Letj Jaat 2 (54° 40′ 48″ N, 8° 20′ 14″ O) | Friesenwall              | Alteintragung (Aktualisierung vorgesehen) - Begründung: Alteintragung (Aktualisierung vorgesehen) - Schutzumfang: Alteintragung (Aktualisierung vorgesehen) - Denkmaltyp: Bauliche Anlage | Fotos hochladen |

## Quelle
- Liste der Kulturdenkmale in Schleswig-Holstein – Kreis Nordfriesland (PDF)

- Karte mit allen Koordinaten:
- OSM |
- WikiMap